# Батори, Иштван (1430—1493)
Иштван Батори из Эчеда (венг. Báthory István, 1430—1493) — венгерский магнат, государственный и военный деятель, королевский судья (1471—1493), воевода Трансильвании (1479—1493).
В словарях начала XX века именовался как Стефан Баторий.

## Биография
Представитель знатного венгерского рода Батори (линия Батори-Эчеды). Второй сын королевского судьи Ишвана Батори (ум. 1444), погибшего в битве с турками-османами при Варне, и Барбары Буткаи.
Во время правления венгерского короля Матвея Корвина (1458—1490) Иштван Батори получил должность жупана комита Сатмар и звание придворного судьи. В 1467 году Ишван Батори участвовал в неудачной военной кампании Матвея Корвина в Молдавии, где венгерская армия потерпела поражение от молдавского господаря Стефана Великого в битве у Байи.
В 1476 году венгерский король Матвей Корвин отправил организовал военную кампанию против Валахии, чтобы посадить на валашский престол своего ставленника Влада Дракулы и свергнуть оттуда османского вассала, господаря Басараба Старого. Во главе 21-тысячной венгерской армии был поставлен Иштван Батори, но фактически военными действиями руководили более опытные командиры, Влад Дракула и сербский деспот Вук Бранкович. В ноябре 1476 года в битве при Рукере, на границе Валахии и Трансильвании, королевская армия под командованием Влада Дракулы, Иштвана Батори и Вука Бранковича нанесла поражение войску молдавского господаря Басараба. 8 ноября Влад Дракула захватил Тырговиште, столицу Валахии, где в третий раз был возведён на господарский престол. Влад Дракула и Иштван Батори поклялись друг другу в верности и обязались принять участие в крестовом походе против турок-османов. После отступления Батори из Валахии в Трансильванию Басараб вернулся в Валахию с новым войском, чтобы вернуть себе потерянный трон. В декабре того же 1476 года в бою Влад Дракула потерпел поражение от Басараба и погиб в сражении.
В 1479 году Иштван Батори был назначен Матвеем Корвином новым воеводой Трансильвании. В конце августа того же года 43-тысячная османская армия под командованием двенадцати пашей вторглась из Боснии в Трансильванию, грабя и опустошая все на своём пути. Турки двигались быстро, разоряя венгерские владения и пленяя местное население. У Иштвана Батори было мало времени, чтобы собрать свои силы в Сибиу. К нему на помощь выступил Пал Кинижи, бан Тимишоары. 13 октября 1479 года в битве на Хлебовом поле в Трансильвании венгерская армия (12-15 тыс. чел.) под командованием Пала Кинижи, Иштвана Батори, Вука Бранковича и Басараба Лайота разгромила превосходящие турецкие войска под предводительством Али Коджи-бея. Во время сражения Иштван Батори был тяжело ранен (шесть ранений), под ним был убит конь. Турки-османы потеряли убитыми около тридцати тысяч. Кинижи и Батори лишились 8 тысяч венгров, около 2 тысяч трансильванских саксов и валахов.
В 1490 году после смерти Матвея Корвина трансильванский воевода Ишван Батори поддержал избрание на вакантный венгерский трон чешского короля Владислава II Ягеллона (1490—1516).
В 1493 году Иштван Батори был обвинён новым венгерским королём Владиславом II Ягеллоном в применении чрезвычайной жестокости против секеев в Трансильвании и отстранён от занимаемой должности. В том же году Иштван Батори скончался, не оставив детей.